# Celui qui cherche l'or
Pour plus de détails, voir Fiche technique et Distribution.
Celui qui cherche l'or (Kdo hledá zlaté dno) est un film tchécoslovaque réalisé par Jiří Menzel, sorti en 1974.
Le film fait partie de la sélection officielle à la Berlinale 1975.

## Synopsis
Un jeune homme revenant du service militaire commence à travailler sur la construction du barrage de Dalešice (en).

## Fiche technique
- Titre original : Kdo hledá zlaté dno
- Titre français : Celui qui cherche l'or
- Réalisation : Jiří Menzel
- Scénario : Jiří Menzel, Rudolf Ráz, Zdeněk Svěrák et Vojtech Mestan
- Pays d'origine : Tchécoslovaquie
- Format : Couleurs - 35 mm - Mono
- Genre : drame
- Durée : 98 minutes
- Date de sortie : 1974

## Distribution
- Jan Hrusínský :
- Jana Giergielová :
- Július Pántik :
- Míla Myslíková :
- Alois Liskutín :
- Frantisek Husák :
- Frantisek Rehák :
- Blazena Holisová :
- Vlasta Jelínková :
- Blanka Lormanová :
- Oldrich Vlach : beau-frère
- Otakar Dadák :